# Landesita
La landesita és un mineral de la classe dels fosfats, que pertany al grup de la fosfoferrita. El mineral fou anomenat així en honor de Kenneth Knight Landes, professor de geologia de la Universitat de Michigan que va estudiar les pegmatites de Maine i va establir noves idees sobre la paragènesi de les pegmatites granítiques l'any 1925. El mineral és isoestructural amb la reddingita.

## Característiques
La landesita és un fosfat de fórmula química Mn2+3-xFe3+x(PO₄)₂(OH)x·(3-x)H₂O. Cristal·litza en el sistema ortoròmbic. La seva duresa a l'escala de Mohs és 3 a 3,5.
Segons la classificació de Nickel-Strunz, la landesita pertany a «08.CC - Fosfats sense anions addicionals, amb H₂O, només amb cations de mida mitjana, RO₄:H₂O = 1:1,5» juntament amb els següents minerals: garyansel·lita, kryzhanovskita, reddingita, fosfoferrita, kaatialaïta i leogangita.
L'exemplar que va servir per a determinar l'espècie, el que es coneix com a material tipus, es troba conservat a la Universitat Harvard.

## Formació i jaciments
Es forma com a producte d'alteració de la reddingita fèrrica en pegmatites granítiques. S'ha trobat associada a reddingita, litiofil·lita, rodochrosita, eosporita, fairfieldita, apatita.